# Rafael Czimiszkiani
Rafael Czimiszkiani (gruz. რაფაელ ჩიმიშკიანი; ur. 23 marca 1929 w Tbilisi, zm. 25 września 2022) – radziecki sztangista, złoty medalista olimpijski.
Podczas XV Letnich Igrzysk Olimpijskich Helsinki 1952 zdobył złoty medal w wadze piórkowej (do 60 kilogramów), wyprzedzając innego reprezentanta Związku Radzieckiego – Nikołaja Saksonowa oraz Rodneya Wilkesa z Trynidadu i Tobago. Był to jego jedyny start olimpijski. W tej samej kategorii wagowej Rafael Czimiszkiani wywalczył złote medale podczas 31. Mistrzostw Świata w Wiedniu (1954) i podczas 32. Mistrzostw Świata w Monachium (1955) oraz srebrne podczas 28. Mistrzostw Świata w Paryżu (1950) i 30. Mistrzostw Świata w Sztokholmie (1953).
Ponadto zdobył złote medale podczas mistrzostw Europy w 1950, 1952, 1954, 1955, 1956 i 1957 roku, a także srebro w 1953 roku. Pobił też jedenaście rekordów globu.